# Ідельсон Наум Ілліч
Наум Ілліч Ідельсон (1 (13) березня 1885, Санкт-Петербург — 14 липня 1951, Ленінград) — радянський астроном.
У 1909 закінчив юридичний і фізико-математичний факультети Петербурзького університету. Потім викладав математику в середньому навчальному закладі, в 1918-1919 працював у Астрономічному відділенні природничого інституту ім. П.Ф.Лесгафта, в 1919-1923 — у Державному обчислювальному інституті, в 1923-1931 — в Астрономічному інституті (нині Інститут теоретичної астрономії АН РАН). Одночасно в 1921-1926 керував Петроградським (Ленінградським) відділення Пулковського обчислювального відділу. У 1931-1939 працював в теоретичному секторі Пулковської обсерваторії (з 1934 — зав. сектором). У 1939-1941 очолював відділ ефемеридної служби та щорічників в Астрономічному інституті. У 1941-1944 працював в Інституті теоретичної геофізики АН СРСР у Казані та Казанському університеті (завідував кафедрою геофізики). З 1946 керував астрометричним відділом Пулковської обсерваторії. З 1926 до кінця життя (з невеликою перервою) викладав у Ленінградському університеті (з 1933 — професор). 
Основні наукові праці присвячені обчислювальній та теоретичній астрономії. Був одним з організаторів ефемеридної служби в нашій країні, а також одним з ініціаторів видання астрономічних щорічників. У Державному обчислювальному інституті, а потім у Астрономічному інституті очолював обчислювальні роботи з основних розділів «Астрономічного щорічника СРСР» починаючи з його першого випуску, що вийшов у світ в 1921 (на 1922); був одним із редакторів щорічника. У 1938-1939 керував реорганізацією щорічника, який почав виходити за розширеною програмою, був відповідальним редактором його випусків на 1941-1943 і автором пояснювальних розділів. У додатках до випусків щорічника опублікував статті про редукційні обчислення і фундаментальні сталі в астрономії, в яких з великою повнотою і ясністю вперше у вітчизняній літературі викладалися важливі питання ефемеридної астрономії. Брав участь у створенні і був редактором першого випуску «Морського астрономічного щорічника» (на 1930). У 1922 розрахував за методом Бесселя таблиці редукційних величин, що використовувалися при складанні щорічників і при обробці позиційних спостережень. У 1927 визначив поправку рівнодення пулковського каталога 1915,0 за Пулковськими спостереженнями Сонця за період 1904-1915 і отримав значення, що відрізняється високою точністю. Обробив Пулковські спостереження Сонця за період 1885-1900 і спостереження власних рухів зірок Гельсінгфорської зони. Визначив елементи орбіт кількох комет, провів велику роботу з передобчислення появи комети Мешена—Тутлі в 1926, обчислив збурення в русі комети Енке. Досліджував деякі питання теорії фігури Землі та теоретичної гравіметрії. Написав капітальний труд «Теорія потенціалу з додатками до теорії фігури Землі і геофізики» (1936). 
Багато сил і праці віддавав викладанню. Докладний курс Ідельсона «Спосіб найменших квадратів і теорія математичної обробки спостережень» витримав три видання (1927, 1932, 1947). Ідельсон — автор нарисів з історії астрономії, ним написані яскраві біографії М.Коперника, Г.Галілея, І.Ньютона, П.С.Лапласа, А.К.Клеро, М.В.Ломоносова, М.І.Лобачевського і інших. Основні історико-астрономічні роботи Ідельсона видані окремою книгою «Етюди з історії небесної механіки» (1975).
Ім'ям Ідельсона названа мала планета (1403 Ідельсонія), відкрита Г.М.Неуйміним 13 серпня 1936 року в Сімеїзькій обсерваторії, а також кратер на зворотному боці Місяця.

## Твори
- Идельсон Н. И. Этюды по истории небесной механики [Архівовано 15 травня 2010 у Wayback Machine.]. М.: Наука, 1975.